# Майлдред (Техас)
Майлдред (англ. Mildred) — місто (англ. town) в США, в окрузі Наварро штату Техас. Населення — 399 осіб (2020).

## Географія
Майлдред розташований за координатами 32°2′47″ пн. ш. 96°19′30″ зх. д. / 32.04639° пн. ш. 96.32500° зх. д. (32.046281, -96.324900).  За даними Бюро перепису населення США в 2010 році місто мало площу 6,12 км², з яких 5,95 км² — суходіл та 0,17 км² — водойми.

## Демографія
Згідно з переписом 2010 року, у місті мешкало 368 осіб у 128 домогосподарствах у складі 105 родин. Густота населення становила 60 осіб/км².  Було 151 помешкання (25/км²).
Расовий склад населення:
| - 87,5 % — білих - 4,1 % — корінних американців - 3,8 % — чорних або афроамериканців - 1,6 % — азіатів |

До двох чи більше рас належало 2,7 %. Частка іспаномовних становила 11,7 % від усіх жителів.
За віковим діапазоном населення розподілялося таким чином: 24,7 % — особи молодші 18 років, 59,8 % — особи у віці 18—64 років, 15,5 % — особи у віці 65 років та старші. Медіана віку мешканця становила 41,8 року. На 100 осіб жіночої статі у місті припадало 93,7 чоловіків;  на 100 жінок у віці від 18 років та старших — 95,1 чоловіків також старших 18 років.
Середній дохід на одне домашнє господарство  становив 59 217 доларів США (медіана — 52 083), а середній дохід на одну сім'ю — 62 909 доларів (медіана — 57 500). За межею бідності перебувало 11,9 % осіб, у тому числі 12,2 % дітей у віці до 18 років та 9,7 % осіб у віці 65 років та старших.
Цивільне працевлаштоване населення становило 245 осіб. Основні галузі зайнятості: освіта, охорона здоров'я та соціальна допомога — 22,0 %, виробництво — 21,6 %, роздрібна торгівля — 11,0 %, будівництво — 8,6 %.